# Shannon Saunders
Shannon Rebecca Saunders (Londres, 4 de julho de 1994), é uma cantora e compositora britânica.

## Carreira

### Início de carreira
Shannon Saunders começou em um canal no YouTube em 2009, lançando várias músicas de vários artistas, bem como suas próprios originais. A partir de 20 de julho de 2014, ela obteve mais de 52 mil assinantes e mais de 1,5 milhões de visualizações no total de uploads. 

### 2010-2011:My Camp Rock 2eThe Glow
Em 2010, o canal no YouTube de Shannon teve notoriedade significativa quando ela foi abordada para fazer um teste para o concurso de talentos do Disney Channel, My Camp Rock 2. Ela venceu a competição, e, como resultado, sua versão da canção de Alan Menken / Glenn Slater, "I See The Light" foi destaque na trilha sonora de Enrolados. 
Ela também foi escolhida para desempenhar a canção-tema da franquia Disney Princesas, chamada The Glow, fazendo uma performance ao vivo na entrada de Rapunzel para a franquia de Princesas da Disney no Palácio de Kensington, em Londres, no dia 2 de Outubro de 2011. 

### Estreia
A conta de Shannon Saunders no YouTube ganhou rapidamente a atenção de Kwame Kwaten da ATC Management. Shannon tem escrito com escritores / produtores, como Dee Adam, Amy Wadge, Wilkinson, e Eg White. Lovejoy registrou músicas independentes de Shannon para ela se preparar para lançar seu álbum de estréia em 2015.
Seu segundo single "Heart Of Blue" foi lançado no iTunes em 14 de janeiro de 2013, após a alta demanda de seu videoclipe caseiro, que se tornou viral no domingo anterior, e recebeu mais de 30 mil visualizações em menos de quatro dias. A partir de agosto de 2014, a música teve mais de 700 mil visualizações. 
Saunders lançou seu terceiro single "Scars" pouco tempo depois, em 8 de julho de 2013. Ela então passou a dar apoio a Lewis Watson e Lucy Spraggan em suas turnês no Reino Unido, lançando seu quarto single, "Atlas", em dezembro. 
Em 11 de agosto, Saunders lançou "Sheets", seu álbum de estréia. Ele recebeu a atenção de inúmeros blogs de música de alto perfil.  
Em 2018 alterou seu nome artístico para iiola o que foi para ela um novo nascimento na música.